# Église de Suède
L'Église suédoise (en suédois Svenska kyrkan) est une église luthérienne d'épiscopat historique valide. Elle est membre de la Fédération luthérienne mondiale. Elle s'est séparée de l'Église catholique romaine à l'époque de la Réforme, et est devenue, par décision du Riksdag (parlement) réuni à Västerås en 1527, une Église d'État, dont le chef (élu) est l'archevêque d'Uppsala. Jusqu'au XIXe siècle, il est interdit aux Suédois de quitter l'Église de Suède, même si de nombreuses dissidences, notamment piétistes, ont jalonné son histoire.
En 2000, l'Église de Suède cesse d'être une Église d'État. La grande majorité des Suédois restent cependant membres de l'Église suédoise : en 2022, 52,8 % des habitants de Suède sont membres de l'Église de Suède, un chiffre en diminution constante, qui n'inclut toutefois pas les sympathisants.

## Histoire

### Début du christianisme
La Suède, en raison de sa situation géographique dans l'Europe la plus septentrionale, a été christianisée tardivement. Les premières missions de moines irlandais aux VIe et VIIe siècles restent sans lendemain et il n’y a encore que quelques communautés chrétiennes en Suède au IXe siècle. Il faut attendre la proximité de l'an 1000, à peu près à la même époque que les autres pays nordiques, pour que le roi suédois Olof Skötkonung soit baptisé.

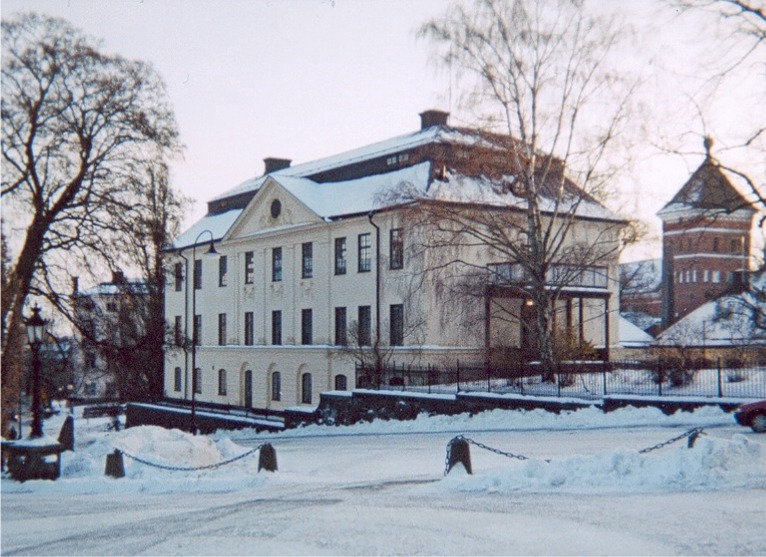
Le palais de l'archevêque d'Uppsala.

Les coutumes religieuses pré-chrétiennes survivent à cette conversion ; par exemple, l'important centre religieux païen connu sous le nom de Temple d'Uppsala à Gamla Uppsala était encore en usage à la fin du XIe siècle, et l’évangélisation des Samis de Laponie a été bien plus tardive.
L'église chrétienne de Scandinavie était à l'origine régie par l'archevêché de Brême. En 1104, un archevêque pour toute la Scandinavie a été installé à Lund. Uppsala est devenu l'archevêché de Suède en 1164, et l'est toujours aujourd'hui.

### Réforme protestante

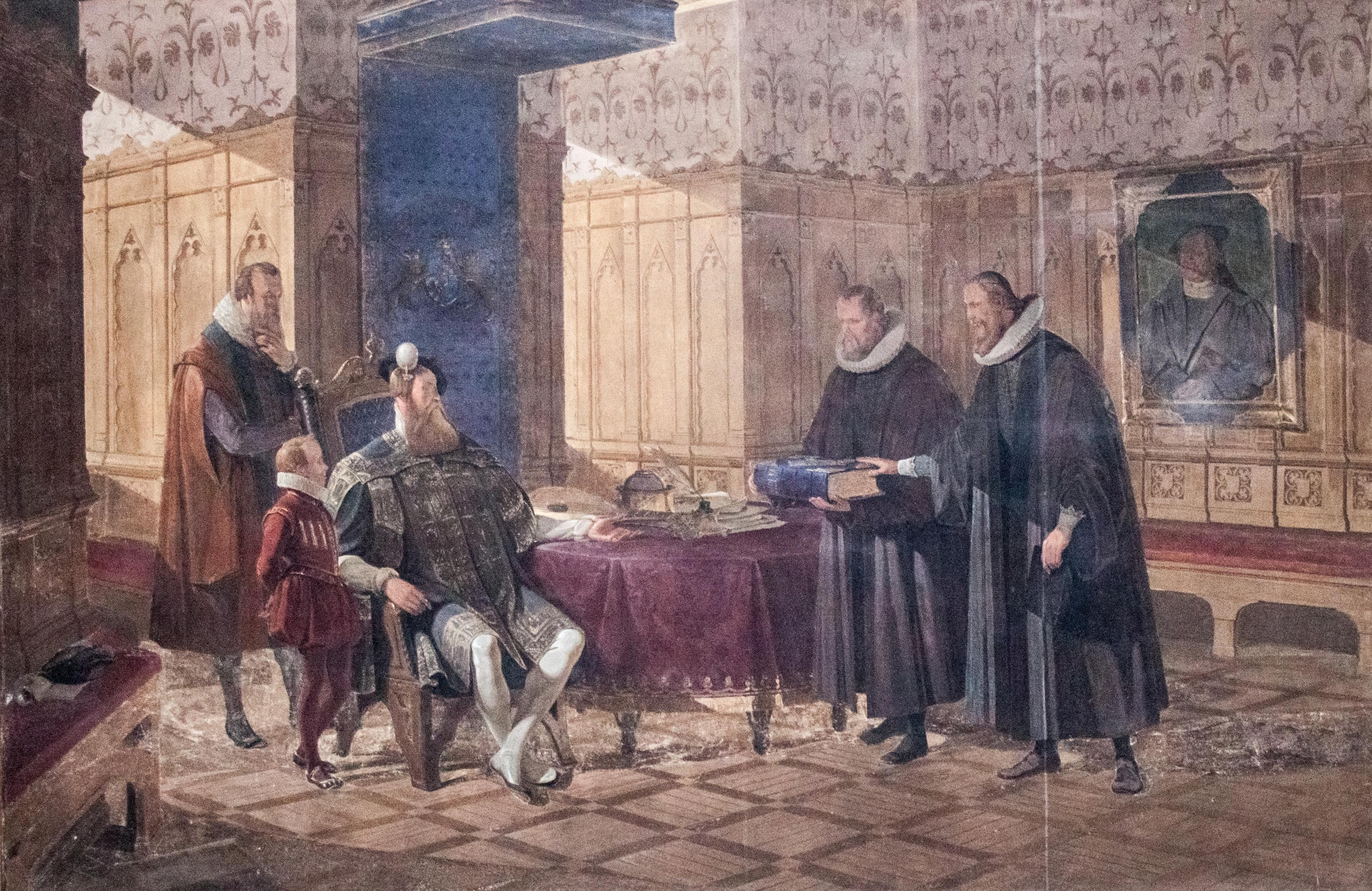
Gustave Ier reçoit la première Bible suédoise avec le futur Éric XIV à ses côtés par Johan Gustaf Sandberg, Cathédrale d'Uppsala, 1830

Peu après avoir pris le pouvoir en 1523, Gustave Ier Vasa s'adressa au Pape à Rome pour lui demander de confirmer Johannes Magnus comme archevêque de Suède, à la place de Gustav Trolle qui avait été officiellement déposé et exilé par le Riksdag, étant donné sa collaboration active avec l’ennemi danois et sa participation au « bain de sang de Stockholm », en novembre 1520. Mais le pape Clément VII, le même qui s’aliénera Henri VIII d’Angleterre, exige que Trolle soit réintégré dans ses fonctions. Puisque l’Église catholique romaine soutient Christian II de Danemark, le roi Gustave la prive de tout pouvoir politique en Suède et lui confisque ses biens en 1527. En 1536, au synode d'Uppsala, l'Église de Suède devient officiellement luthérienne. Après cette transition progressive vers le luthéranisme, la Suède restera attachée à son église nationale luthérienne, malgré l’arrivée au pouvoir de princes ayant d’autres convictions personnelles, soit catholiques, à savoir Jean III (1568-1592) puis Sigismond (1592-1604), soit calvinistes, à savoir Charles IX (1604-1611).
Le roi Gustave fait traduire la Bible en suédois par les réformateurs suédois, Laurentius Andreae et les frères Olaus et Laurentius Petri. Ce dernier devient le premier archevêque luthérien en Suède. Le Nouveau Testament a été traduit en suédois en 1526 et la Bible entière en 1541. Des traductions révisées ont été publiées en 1618 et 1703. De nouvelles traductions officielles ont été adoptées en 1917 et 2000. De nombreux hymnes ont été écrits par des réformateurs de l'église suédoise et plusieurs de ceux écrits par Martin Luther ont été traduits. Un hymne semi-officiel est apparu dans les années 1640. Des cantiques officiels de l'Église de Suède (en suédois : Den svenska psalmboken) ont été adoptés en 1695, et seront modifiés en 1819, 1937 et 1986.
Tout en adoptant une théologie complètement luthérienne, la Réforme suédoise conserve bon nombre de coutumes et de formes de l’Église catholique : crucifix, icônes et vêtements sacerdotaux « riches » alors que la plupart des Églises protestantes les abandonnent au profit de la robe professorale noire. Un certain nombre de jours de fêtes, consacrés à des saints populaires, se maintiennent jusqu’à la fin du XVIIIe siècle.

### Piétisme
Le piétisme et l’illuminisme se répandent en Suède sous le règne de Charles XII (1697-1718) dont les vingt années de règne sont presque exclusivement marquées par la Grande Guerre du Nord, catastrophique pour le pays et ses finances. Des inspirés prophétisent dès 1688, tel Lars Ullstadius à Aabo en 1688 ou Peter Schoefer en 1701. Au début du XVIIIe siècle, le piétisme a déjà des appuis à la faculté de théologie d’Upsalla. En 1694, le roi Charles XI avait interdit de faire tort à l’unité de l’église nationale par le biais de mouvements dissidents. En 1706, Charles XII interdit les livres piétistes, notamment ceux de Spener (1635-1705) et ceux de Arndt (1555-1621).
Toutefois cette interdiction ne touche pas les officiers suédois prisonniers en Russie qui se réunissent librement pour prier tant qu’ils ne manquent pas le culte du dimanche. Aussi, à peine la première vague piétiste réprimée, le retour des prisonniers de guerre relance-t-il les expériences spirituelles nouvelles. Les ouvrages piétistes et théosophiques allemands connaissent une grande vogue et de nombreux groupes piétistes se forment. Tout ceci conduit le parlement à voter une loi contre les conventicules en 1726, qui encourage le culte familial mais pénalise fortement toute autre forme de réunion religieuse en dehors des églises. Mais la vogue du piétisme se poursuit. Le pasteur de l’amirauté Erik Tolstadius (1693-1759) en est l’un des chefs de file.
Dans ce milieu imprégné de mystique apparaît Emanuel Swedenborg qui, sans totalement renier le luthéranisme, devient un philosophe et un théosophe extrêmement célèbre, après avoir été un inventeur et un savant. Les idées mystiques et théosophiques touchent jusqu’au roi de Suède Gustave IV (roi de 1792 à 1809), et son successeur Charles XIII (roi de 1809 à 1818) qui se lance quant à lui dans la franc-maçonnerie.

### LeXIXesiècle
En 1818, un général français pétri des idées de la Révolution, Jean-Baptiste Bernadotte arrive au pouvoir sous le nom de Charles XIV de Suède. Il sait se faire bon luthérien et calmer la situation religieuse, établissant de bons rapports tant avec l’église officielle qu’avec les groupes dissidents.
Au début du XIXe siècle, le piétisme a pris la forme de petits groupes de lecture de la Bible, les laesares, que l’Eglise officielle laisse faire sans exiger l’application à leur encontre de la loi de 1726, mais à partir de 1842, un mouvement plus visible, les « crieurs » (ropares) est lancé par un paysan du nom d’Erik Jansen. Il s’agit d’appeler à la repentance et de proclamer l’imminence du jugement dernier. La répression reste mesurée, d’autant plus qu’un certain nombre de ces crieurs sont des enfants, et, que, en fin de compte, les autorités relèvent que le mouvement a une bonne influence dans la société, où il combat notamment avec efficacité l’alcoolisme,.
En outre, influence des moraves et des méthodistes s’accentue au cours du XIXe siècle et favorise l’émergence d’un Réveil, dont le leader sera Carl Olof Rosenius (1816-1868), alors même que certains anciens dissidents choisissaient souvent l’émigration vers l’Amérique pour pouvoir vivre leur foi librement. Le mouvement piétiste-évangélique se maintient donc toujours au moment où la Suède retrouve des libertés religieuses dans le dernier quart du XIXe siècle.

### XXeetXXIesiècles
Au cours des XXe et XXIe siècles, divers enseignements ont été officiellement approuvés, la plupart orientés vers l'œcuménisme :
- 1878 : développement du catéchisme
- le Credo d'Uppsala de 1909, qui prépare à la communion eucharistique avec l'Église d'Angleterre
- les constitutions du Conseil œcuménique des Églises (COE)
- les statuts de la Fédération luthérienne mondiale (FLM)
- réponse officielle de l'Église de Suède au "document de Lima"
- lettre du Conseil des évêques sur les questions théologiques importantes
- traité de communion de 1995 avec l'Église indépendante des Philippines

La mise à jour du recueil de cantiques officiel de 1986 est œcuménique et combine des hymnes traditionnels avec des chants d'autres confessions chrétiennes, notamment adventiste du septième jour, baptiste, catholique, alliance missionnaire, méthodiste, pentecôtiste et armée du salut.
Dans la pratique, les confessions de foi luthériennes jouent un rôle mineur, et, tout en s'appuyant sur la tradition luthérienne, les paroisses font coexister le luthéranisme avec les influences d'autres confessions et mouvements chrétiens tels que la Basse Église, la Haute Église, le Piétisme ("Vieille Église"), qui peuvent être fortement implantés localement, mais qui ont peu d'influence à l'échelle nationale.
Au cours du XXe siècle, l'Église de Suède s'est fortement orientée vers le christianisme libéral et les droits de l'homme. En 1957, l'assemblée de l'église a rejeté une proposition d'ordination des femmes, mais le Riksdag a ensuite modifié la loi au printemps 1958 et a forcé l'assemblée de l'église à accepter la nouvelle loi à l'automne 1958. Depuis 1960, des femmes sont consacrées pasteur et, depuis 1994, les hommes qui s'opposeraient à la collaboration avec des femmes pasteures ne sont eux-mêmes pas admis au pastorat. Une proposition visant à célébrer des mariages homosexuels a été approuvée le 22 octobre 2009 par 176 des 249 membres votants du synode de l'Église de Suède.
En 2000, l'Église de Suède a cessé d'être une église d'État, mais il subsiste une forte tradition de lien communautaire avec les églises, notamment en ce qui concerne les rites de passage, avec de nombreux enfants baptisés et des adolescents confirmés (actuellement 40 % de tous les jeunes de 14 ans) pour les familles sans appartenance officielle à une église.
Le 15 octobre 2013, c'est, pour la première fois, une femme, Antje Jackelén, qui est élue archevêque d'Uppsala et primat de l'Église de Suède.
L’Église de Suède présente ses excuses formelles pour son rôle dans la persécution des Samis pendant des siècles, notamment les études raciales que l’Église a permises dans ses paroisses, les enfants retirés de leur famille et parqués dans les écoles nomades et la suppression des noms samis au profit des noms suédois dans les registres de baptême et de mariage,.
| Année | Population de la Suède | Membres de l'Église de Suède | Pourcentage |
| ----- | ---------------------- | ---------------------------- | ----------- |
| 1972  | 8 146 000              | 7 754 784                    | 95,2 %      |
| 1980  | 8 278 000              | 7 690 636                    | 92,9 %      |
| 1990  | 8 573 000              | 7 630 350                    | 89,0 %      |
| 2000  | 8 880 000              | 7 360 825                    | 82,9 %      |
| 2005  | 9 048 000              | 6 967 498                    | 77,0 %      |
| 2010  | 9 415 570              | 6 589 769                    | 70,0 %      |
| 2011  | 9 482 855              | 6 519 889                    | 68,8 %      |
| 2012  | 9 555 893              | 6 446 729                    | 67,5 %      |
| 2013  | 9 644 864              | 6 357 508                    | 65,9 %      |
| 2014  | 9 747 355              | 6 292 264                    | 64,6 %      |
| 2015  | 9 850 452              | 6 225 091                    | 63,2 %      |
| 2016  | 9 982 918              | 6 109 546                    | 61,2 %      |
| 2017  | 10 120 242             | 5 993 368                    | 59,3 %      |
| 2018  | 10 230 185             | 5 899 242                    | 57,7 %      |
| 2019  | 10 327 579             | 5 817 634                    | 56,4 %      |
| 2020  | 10 379 295             | 5 728 746                    | 55,2 %      |
| 2021  | 10 452 326             | 5 633 867                    | 53,9 %      |
| 2022  | 10 521 556             | 5 563 351                    | 52,8 %      |

## Structure

Carte des diocèses de l'Église de Suède.

L'Église de Suède compte un archidiocèse et treize diocèses.
| Blason | Nom                    | Siège     | Cathédrale              | Évêques                         |
| ------ | ---------------------- | --------- | ----------------------- | ------------------------------- |
|        | Archidiocèse d'Uppsala | Uppsala   | Cathédrale d'Uppsala    | Liste des archevêques d'Uppsala |
|        | Diocèse de Göteborg    | Göteborg  | Cathédrale de Göteborg  | Liste des évêques de Göteborg   |
|        | Diocèse de Härnösand   | Härnösand | Cathédrale de Härnösand | Liste des évêques de Härnösand  |
|        | Diocèse de Karlstad    | Karlstad  | Cathédrale de Karlstad  | Liste des évêques de Karlstad   |
|        | Diocèse de Linköping   | Linköping | Cathédrale de Linköping | Liste des évêques de Linköping  |
|        | Diocèse de Luleå       | Luleå     | Cathédrale de Luleå     | Liste des évêques de Luleå      |
|        | Diocèse de Lund        | Lund      | Cathédrale de Lund      | Liste des évêques de Lund       |
|        | Diocèse de Skara       | Skara     | Cathédrale de Skara     | Liste des évêques de Skara      |
|        | Diocèse de Stockholm   | Stockholm | Storkyrkan              | Liste des évêques de Stockholm  |
|        | Diocèse de Strängnäs   | Strängnäs | Cathédrale de Strängnäs | Liste des évêques de Strängnäs  |
|        | Diocèse de Västerås    | Västerås  | Cathédrale de Västerås  | Liste des évêques de Västerås   |
|        | Diocèse de Växjö       | Växjö     | Cathédrale de Växjö     | Liste des évêques de Växjö      |
|        | Diocèse de Visby       | Visby     | Cathédrale de Visby     | Liste des évêques de Visby      |

Plusieurs diocèses ont disparu :
- le diocèse de Mariestad existe de 1580 à 1646, date à laquelle il est remplacé par le diocèse de Karlstad ;
- le diocèse de Kalmar existe de 1678 à 1915, date à laquelle il est rattaché au diocèse de Växjö.

## Pasteurs et évêques connus
- Emilia Fogelklou, théologienne
- Charlotte Frycklund, pasteure Internet
- Antje Jackelén, archevêque
- Martin Modéus, archevêque
- Hilda Nordquist, missionnaire
- Uno von Troil, théologien